# Олег Кашин
Оле́г Влади́мирович Ка́шин е руски журналист.

## Биография
Олег Кашин е роден в Калининград, Русия на 17 юни 1980 г.
През март 2003 г. завършва Балтийската държавна академия на риболовния флот по специалността „корабоплаване по морските пътища“. Два пъти е плавал на платнохода „Крузенщерн“, като палубен и щурмански практикант. Участник е в международни платноходни регати.

### Журналистическа дейност
През 2001 – 2003 г. е специален кореспондент на „Комсомолска правда в Калининград“.
През 2003 г. се премества в Москва. До 2005 г. е кореспондент на отдела общество на вестник „Комерсант“, през 2005 г. става специален кореспондент на вестник „Известия“, през 2005 – 2007 г. е журналист в списание „Експерт“.
Работил е в интернет-изданието „Руски журнал“, младежкия вестник „Ре:акция“. Автор е на рубрики в таблоида „Твоят ден“, водещ (заедно с Мария Гайдар) на предаването „Черно и бяло“ на телевизионния канал „О2ТВ“, сътрудничи на списанията „Мечка“ и „Големият град“
През февруари 2006 г. публикува статия, за издевателствата над редник Сичов като спекулация: според Кашин, краката на момчето е трябвало да бъдат отрязани поради първопричинна болест на вените.
През април 2007 г. става заместник главен редактор на списание „Руски живот“ (rulife.ru). През 2009 г. се завръща в „Комерсант“.
През 2008 г. написва книга за певицата Земфира.
През октомври 2010 г. прес-службата на президента на Русия отказва да допусне акредитирания от „Комерсант“ журналист на срещата на президента на РФ Дмитрий Медведев с рок-музиканти, мотивирайки се с твърдението, че Олег Кашин е в „черния списък“ на Федералната служба за охрана във връзка със задържането му на „Марша на несъгласните“ през пролетта на 2007 г. „Комерсант“ счита отказа за незаконен.
Предмет на журналистическата дейност на Олег Кашин са и младежките политически обединения и проблема Химкинска гора.  В „Комерсант“ е публикувано интервью, което Олег Кашин взима от неназован участник на извършеното на 28 июли 2010 г. нападение на анархисти и активисти „антифа“ на зданието на администрацията на Химки. Впоследствие ГУВД на Московската област се опитва да принуди редакцията да разкрие източника си, но това е било отказано. Представителя на младежкото крило на партията „Единая Россия“ „Молодая Гвардия Единой России“ във връзка с публикацията на интервюто нарича Олег Кашин и неговите колеги в „Коммерсант“ „врагове на целия руски народ“ и „предатели“ като заявява, че Кашин „води полунелегална журналистическо-диверсионна дейност с която развращава читателите“, „ситуацията не може да остане без най-сериозни последствия“, и „враговете“ „ще бъдат наказани“.

### Нападения
Над Олег Кашин са извършвани физически нападения, свързани с журналистическата му дейност.

### Конфликт с ФСО на Белия дом през 2004 г.
На 1 юни 2004 г. по време на подготовката на репортаж за вестник „Коммерсант“ свързан с акция на Авангард на червената младеж пред Белия дом (Москва), Олег Кашин е нападнат от сътрудници на Федералната служба за охрана, които, по сведения на „Комерсант“, му нанасят ритници по лицето и бъбреците, изземвайки флаш-паметта на фотоапарата, на която фотокореспондентът на „Комерсант“ Юрий Мартянов заснима акцията. В резултат на побоя журналистът получава сътресение на главния мозък и физически травми. Прес-службата на ФСО заявила, че „В групата на нарушителите, е възможно да са присъствали журналисти, но не са показвали удостоверения или акредитационни документи“. По-късно съдът не намира вина в действията на сътрудниците на ФСО.

### Задържане от активисти на „Наши“, 2005 г.
През февруари 2005 г. Олег Кашин присъства в пансионата „Сенеж“ в Солнечногорск на първия конгрес на прокремълското младежко движение „Наши“ като кореспондент на „Комерсант“. По думите на Кашин, активисти на „Наши“ насила го изкарват на сцената като го обявяват за „враг на Русия и конкретно на „Наши“, след което незаконно го запират в стая на пансионата до пристигането на ръководителя на движението Василий Якеменко.

### Нападение на 6 ноември 2010 г.
На 6 ноември 2010 г. около 00.40 Олег Кашин е пребит жестоко от две неизвестни лица, които го причакали пред дома му на Пятницка улица в Москва. Вследствие на жестокия побой краката, горната и долна челюст на журналиста са счупени, получено е сътресение на главния мозък, разкъсване на фалангите на пръстите. Поставен е в Градска клинична болница № 36 на Москва в състояние на изкуствена кома.
Образувано е углавно дело по член „покушение за убийство“. Според съобщението, поместено на официалния сайт на президента на Русия, Дмитрий Медведев е наредил на генералния прокурор Юрий Чайка и на министъра на вътрешните работи Рашид Нургалиев да поемат контрола върху разследваното престъпление. Граждански активисти и журналисти поставили стачен пост до зданието на ГУВД на Москва с искане да се открият и накажат престъпниците. Основен мотив за нападението е свързан с професионалната дейност на журналиста, в частност, за това свидетелства и факта, че нападателите не са взели нищо от Кашин.

### Публикации
- Олег Кашин на радио Маяк[неработеща препратка]
- Публикации в „Коммерсантъ“
- Публикации в „Русском журнале“
- Публикации в „Русской жизни“ Архив на оригинала от 2010-03-28 в Wayback Machine.
- Публикации в журнале „Большой город“ Архив на оригинала от 2010-12-26 в Wayback Machine.